# Hepler (Kansas)
Pour les articles homonymes, voir Hepler.
Hepler est une ville américaine située dans le comté de Crawford, au Kansas. Selon le recensement de 2020, sa population est de 90 habitants.